# 朱迪·加兰
朱迪·加兰（英語：Judy Garland，1922年6月10日—1969年6月22日），生于美国明尼苏达州，童星出身的美国女演员及歌唱家。1999年，美國電影學會選她為百年來最偉大的女演員第8名。嘉兰45年多才多艺的演艺生涯中，以扮演音乐型戏剧角色和在音乐舞台上的表演而成为世界级明星。她获得过奥斯卡最佳青少年演员奖、金球奖终身成就奖、两座格莱美奖和一座特别托尼奖。
1939年，加兰在17岁妙龄凭《绿野仙踪》桃樂絲·蓋爾一角成为家喻户晓的童星，经典插曲《彩虹之上》被美国电影学会评为电影歌曲之首。1954年，《星海浮沉錄》热映一时，却大热倒灶奧斯卡影后。后来再凭《紐倫堡大審》提名奥斯卡。除了成功的电影事业外，加兰在音乐和电视亦获得成就。她共发行八张专辑，61年凭现场专辑《Judy at Carnegie Hall》成为第一位赢得格莱美年度專輯奖的女性。63至64年，加兰在CBS台主持了26集的《朱迪·加兰秀》，提名艾美奖。
1969年，加兰在伦敦因服药过量突然离世，终年47岁。加兰以歌舞剧成名，个人生活悲惨，长年受酗酒、滥药和情绪问题困扰，使她成为重要的同志偶像。她的英年早逝也被傳是石墙暴动的核心起因之一。加兰的长女麗莎·明尼利同样是歌舞影星，是演艺圈大满贯得主。

## 个人生活

### 婚姻和儿女
嘉蘭有五段婚姻，三名儿女。其中第二任丈夫是导演文生·明里尼，两人曾于44年在《火树银花》合作，育有一个女儿：歌舞巨星麗莎·明尼利。嘉蘭与第三任丈夫Sidney Luft育有一女一子，女儿是演员Lorna Luft。
2014年，奧斯卡金像獎庆祝《绿野仙踪》75周年，嘉蘭的三名子女受邀出席典礼，典礼上流行歌手P!nk献唱《彩虹之上》。

### 酗酒、滥药、情绪问题
1938年，只有16岁的加兰被选为《绿野仙踪》的主角。电影公司美高梅为了控制她的体重，只让加兰进食黑咖啡和鸡汤，每隔四小时吃控制食欲的药，每天抽80根烟。这成功压抑了她的体重，但对她的生理和心理健康造成不良影响。
在加兰的成年生活，她一直面对酗酒和滥药的问题。1947年，她因压力巨大情绪崩溃，被送到疗养院。她长期情绪不稳，对自己的体重和形象没有信心，靠滥用藥物逃避现实。

### 同志偶像
加兰在《绿野仙踪》的角色桃樂絲·蓋爾可爱动人，接受与社会主流有出入的人，与他们做朋友。英语俚语"friend of Dorothy" （Dorothy的朋友）是同性恋者的代称，现代多数解释归功加兰的角色。不过彩虹旗历史比《彩虹之上》悠久，与加兰的名曲纯属美妙巧合。
加兰雖然不是同性戀者，但她的歌舞剧形象鲜明、现实生活种种悲惨，使其受被社会排挤的LGBT群体拥戴，令她成为最早和最大的同志偶像之一。

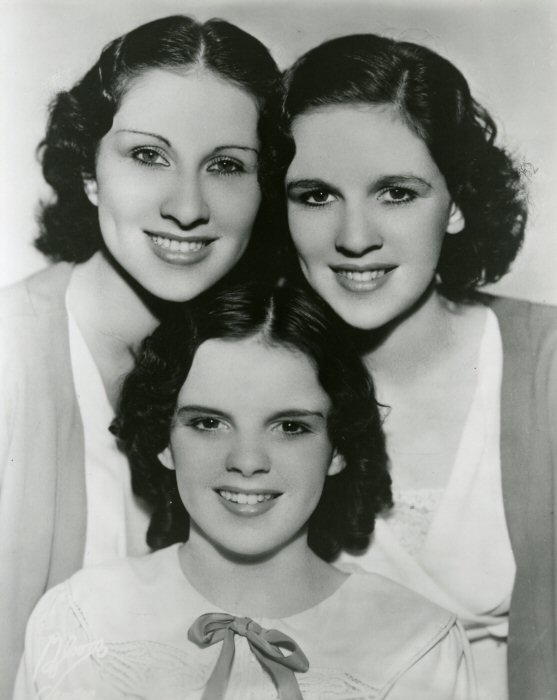
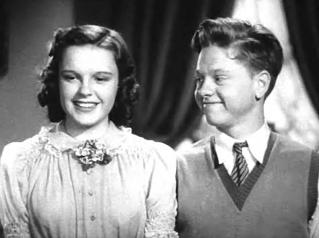
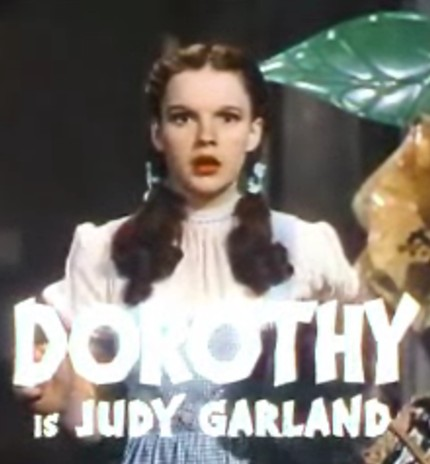
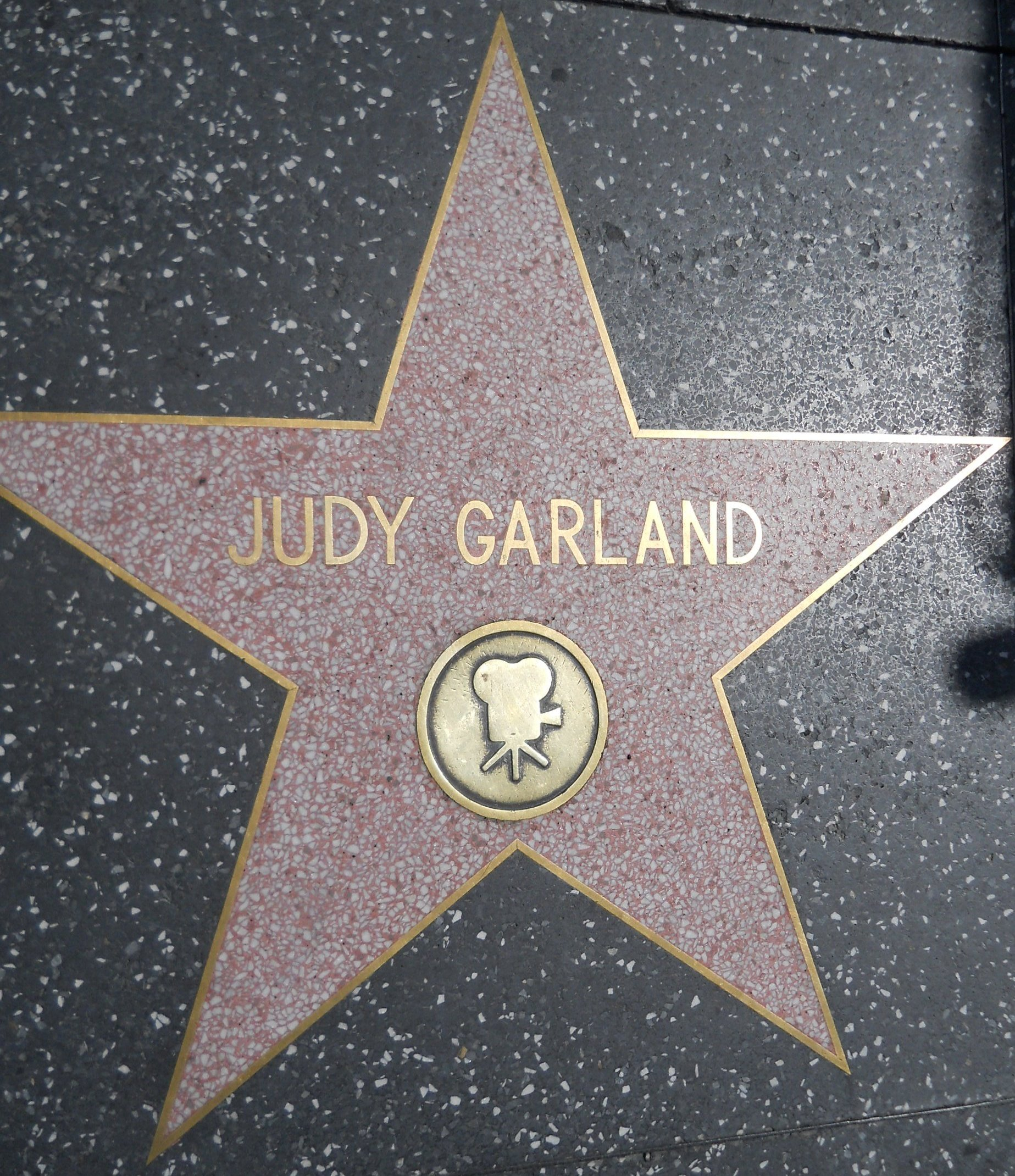
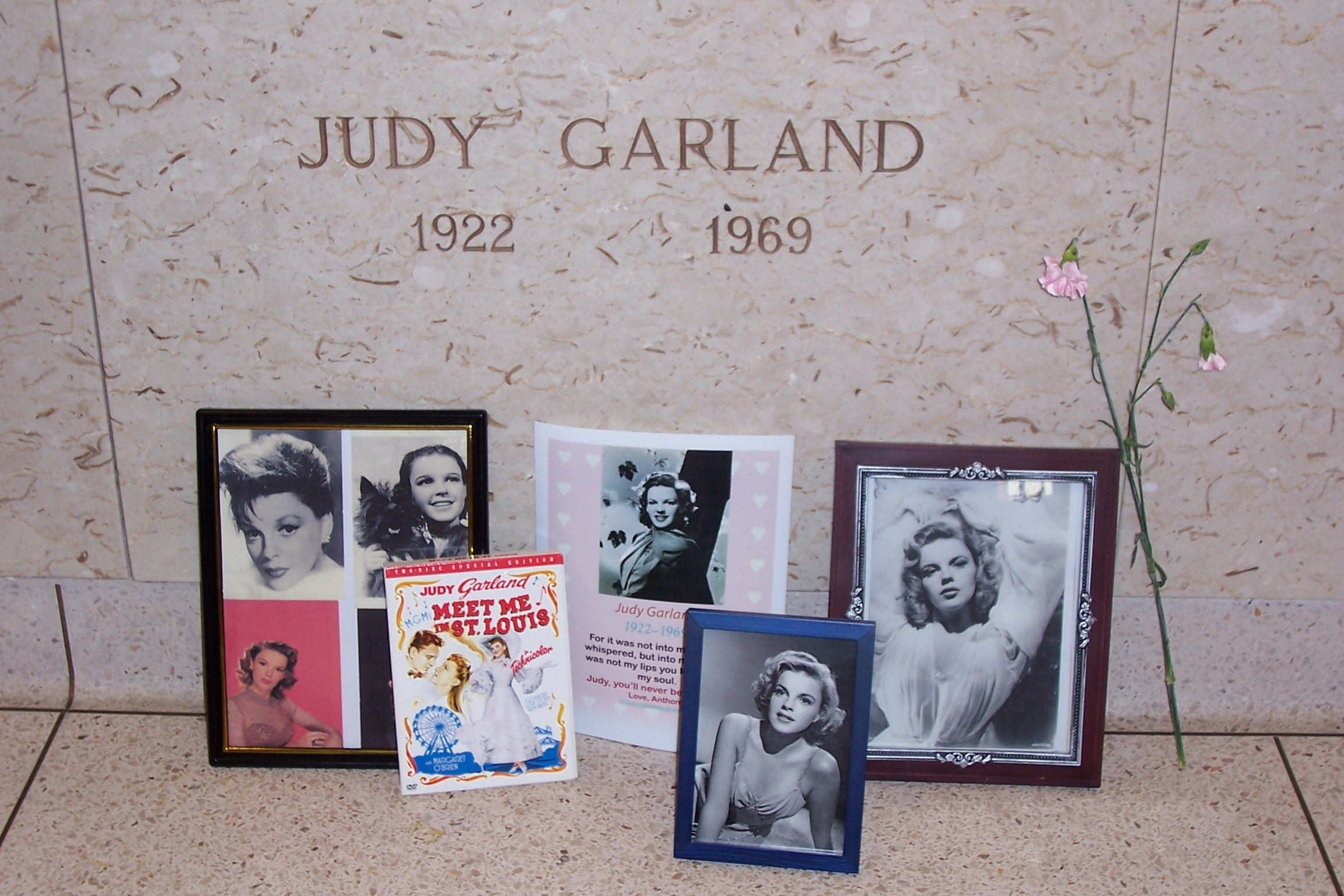

## 電影
| 年份 | 片名           | 角色                                     | 备注                                                                                       |
| ---- | -------------- | ---------------------------------------- | ------------------------------------------------------------------------------------------ |
| 1936 | 每日星期天     | 朱迪                                     | 短片，在米高梅的第一部作品                                                                 |
| 1936 | 橄榄球大游行   | 莎莉·都特                                |                                                                                            |
| 1937 | 百老匯旋律1938 | 貝蒂·克萊頓                              |                                                                                            |
| 1937 | 千里马         | 克莉可特·韋斯德                          |                                                                                            |
| 1938 | 找寻勇敢的人   | 贝齐·布斯                                |                                                                                            |
| 1938 | 倾听吾爱       | Pinkie Wingate                           |                                                                                            |
| 1939 | 綠野仙蹤       | 桃樂絲·蓋爾                              |                                                                                            |
| 1939 | 娃娃從軍記     | Patsy Barton                             | 榮獲奧斯卡金像獎青少年演員獎                                                               |
| 1940 | 哈弟遇上大闺女 | 贝齐·布斯                                |                                                                                            |
| 1940 | 笙歌喧腾       | Mary Holden                              |                                                                                            |
| 1940 | 娇女晴暖       | Nellie Noonan Kelly, Little Nellie Kelly |                                                                                            |
| 1941 | 齐格菲女郎     | Susan Gallagher                          |                                                                                            |
| 1941 | 哈弟的新生活   | 贝齐·布斯                                |                                                                                            |
| 1941 | 百老汇的小鬼   | Penny Morris                             |                                                                                            |
| 1942 | 只为你我       | Jo Hayden                                |                                                                                            |
| 1943 | 萬眾歡騰       | 她自己                                   |                                                                                            |
| 1943 | 明星梦         | Lily Mars                                |                                                                                            |
| 1943 | 疯狂的女孩     | Ginger Gray                              |                                                                                            |
| 1944 | 火樹銀花       | 愛瑟·史密斯                              |                                                                                            |
| 1945 | 时钟上         | Alice Mayberry                           |                                                                                            |
| 1945 | 齐格菲歌舞团   | The Star                                 |                                                                                            |
| 1946 | 直到云消雾散时 | Marilyn Miller                           |                                                                                            |
| 1946 | 哈维姑娘       | Susan Bradley                            |                                                                                            |
| 1948 | 花开蝶满枝     | Hannah Brown                             |                                                                                            |
| 1948 | 锦绣云裳       | 她自己                                   |                                                                                            |
| 1948 | 风流海盗       | Manuela Ava                              |                                                                                            |
| 1949 | 美好的夏天     | Veronica Fisher                          |                                                                                            |
| 1950 | 夏日天堂       | Jane Falbury                             |                                                                                            |
| 1954 | 星海浮沉錄     | 薇姬·萊斯勒                              | 金球獎最佳音樂及喜劇類電影女主角 提名 - 奧斯卡最佳女主角獎 提名 - 英國電影學院獎最佳女主角 |
| 1961 | 纽伦堡的审判   | 愛倫·霍夫曼·沃爾特                       | 提名 - 奧斯卡最佳女配角獎 提名 - 金球獎最佳電影女配角                                      |
| 1963 | 天下父母心     | Jean Hansen                              |                                                                                            |
| 1963 | 我仍能歌唱     | Jenny Bowman                             |                                                                                            |

## 文化描寫
加兰一生起起落落，中年早逝，故成为众多影视作品的演绎对象。
其中获得最多好评的是2001年的电视短剧《Life with Judy Garland: Me and My Shadows》，由加兰女儿Lorna Luft的书改编，茱蒂·戴維斯饰演加兰，表演部分用加兰的录音对嘴。戴维斯凭此演出获得多个奖项：艾美奖有限剧集最佳女主角、金球奖连续短剧最佳女主角及美国演员工会奖迷你剧集类最佳女主角。
电影《朱迪》的故事背景是1969年，加兰抵达英国伦敦准备演唱会；蕾妮·齊薇格饰演加兰，电影里蕾妮用她的真声演唱加兰的歌曲。丽莎·明尼利在Facebook表示从未与蕾妮见面，亦不认可或批准这部电影。电影于2019年9月上映。